# Östersunds Fotbollsklubb
L'Östersunds Fotbollsklubb, meglio noto come Östersunds FK o semplicemente Östersund, è una società calcistica svedese con sede a Östersund, cittadina di circa 50.000 abitanti della Svezia centro-settentrionale. Milita in Superettan, la seconda divisione del campionato svedese.

## Storia
L'Östersunds FK venne creato nel 1996 quando tre club locali (Ope IF, IFK Östersund e Östersund/Torvalla FF) si unirono per dare vita a un club unico. Un anno dopo anche la società Frösö IF prese parte al progetto. La stagione 1997 fu la prima disputata sotto l'egida del nuovo club, partito dalla Division 2, che all'epoca rappresentava ancora la terza serie nazionale.
Dopo nove campionati consecutivi trascorsi in Division 2, la squadra conquistò la partecipazione alla Division 1 nell'anno della riorganizzazione dei campionati. Non fu una vera e propria promozione: dal 2006, infatti, la Division 1 iniziò a rivestire il ruolo di terza serie.
Nel 2007 il dirigente Daniel Kindberg sfruttò la sua conoscenza con gli allenatori Roberto Martínez e Graeme Jones per iniziare una cooperazione con la squadra inglese dello Swansea City. La formazione britannica venne anche invitata a partecipare alla partita di inaugurazione della Jämtkraft Arena, aperta nel luglio 2007. Al termine di una stagione 2010 piuttosto negativa, la squadra dovette registrare la sua prima retrocessione in Division 2.
L'arrivo del nuovo tecnico Graham Potter – prelevato dall'Università di Leeds dove insegnava calcio alla locale squadra universitaria – e una maggiore stabilità economica diedero il via a una vera e propria scalata. Al termine del campionato 2011 si concretizzò l'immediato ritorno in Division 1, mentre un anno dopo fu la volta della prima promozione in Superettan, il secondo livello del calcio svedese. Alla fine della stagione Superettan 2015 la squadra chiuse al secondo posto, il quale permise un ancor più storico debutto in Allsvenskan, la massima serie nazionale.
Il 13 aprile 2017, a poco più di un anno dall'esordio in Allsvenskan, l'Östersund vinse la sua prima Coppa di Svezia battendo in finale l'IFK Norrköping con il punteggio di 4-1. Questo successo permise agli uomini di Potter di qualificarsi ai preliminari della successiva Europa League.
Al debutto assoluto in Europa, i rossoneri riuscirono a centrare una vittoria casalinga per 2-0 contro i più quotati turchi del Galatasaray e a uscire imbattuti dalla Türk Telekom Arena nella sfida di ritorno. Dopo aver eliminato i lussemburghesi del Fola Esch e successivamente i più quotati greci del PAOK Salonicco in rimonta, la squadra di Potter riuscì nell'impresa di superare un girone che vedeva la presenza di Athletic Bilbao, Hertha Berlino e Zorja. L'eliminazione arrivò ai sedicesimi di finale contro l'Arsenal di Arsène Wenger, nonostante un'inutile vittoria all'Emirates Stadium nella gara di ritorno per 2-1.
Nella stagione 2017 l'Östersund conseguì anche il proprio miglior piazzamento storico in patria, con il quinto posto nell'Allsvenskan 2017 conseguito in virtù dei 50 punti totalizzati.
Il 17 aprile 2018, alla vigilia del match valido per la quarta giornata dell'Allsvenskan 2018, il massimo dirigente del club Daniel Kindberg venne arrestato con l'accusa di aver commesso gravi frodi di tipo contabile, come l'aver prodotto fatture false per convogliare denaro nelle casse del club sottraendoli alla società immobiliare del comune di Östersund per la quale lo stesso Kindberg era amministratore delegato.
L'11 giugno 2018, invece, a campionato in corso, Graham Potter venne ceduto allo Swansea City: si concluse dunque dopo sette anni e mezzo la permanenza dell'allenatore che portò il club dalla quarta serie nazionale fino a giocarsi i sedicesimi di Europa League contro l'Arsenal. Come suo sostituto venne scelto un altro inglese, Ian Burchnall, che nell'Allsvenskan 2018 mantenne il sesto posto che la squadra occupava al momento del suo arrivo.
Intanto, mentre Kindberg (nel frattempo dimessosi) affrontava il suo processo penale, il club si ritrovò progressivamente in una forte crisi economica, grave al punto tale da mettere a repentaglio persino lo svolgimento delle ultime partite dei rossoneri nell'Allsvenskan 2019 visto il rischio di fallimento poi scongiurato. Proprio a causa dei suoi problemi finanziari, la società venne inizialmente esclusa dall'Allsvenskan 2020, ma nel dicembre 2019 vinse il ricorso presso la commissione della Federcalcio svedese anche grazie al fatto di aver trovato nuovi capitali e venne così riammessa al torneo, alla fine del quale centrò la salvezza.
Nel novembre 2020 arrivò la sentenza del TAS di Losanna in merito a una vicenda di oltre due anni prima che aveva visto il mancato trasferimento di Saman Ghoddos all'Huesca nonostante egli con il club spagnolo avesse firmato un contratto: l'Östersund fu condannato al blocco del mercato in entrata per le due successive sessioni di mercato, dunque la dirigenza non poté registrare nuovi giocatori né nell'imminente finestra iniziata nel gennaio 2021 né nella seguente finestra estiva di quell'anno. Questi fattori, uniti ai problemi finanziari, contribuirono alla retrocessione che si concretizzò durante l'Allsvenskan 2021 con quattro giornate d'anticipo. Nella Superettan 2022, l'Östersund sfiorò la seconda retrocessione consecutiva, ma una rimonta nel finale di stagione consentì di raggiungere il terzultimo posto all'ultima giornata, per poi salvarsi grazie al doppio spareggio contro il Falkenberg.
Nel 2023 la squadra concluse il campionato al quinto posto, ma nella Superettan 2024 si piazzò nuovamente terzultima, rendendo necessari ancora una volta gli spareggi per evitare la retrocessione in terza serie.
Nel frattempo, la società continuava ad affrontare una grave crisi economica, al punto che pochi giorni prima dell'inizio della Superettan 2025 il club era ancora incerto se partecipare o meno al torneo, non disponendo del capitale necessario per iniziare e portare avanti la stagione. La situazione si risolse in extremis grazie a una combinazione di nuovi investimenti e conversioni di prestiti precedenti.

## Allenatori
- 1997  Leif Widegren
- 1998  Christer Andersson
- 1999  Sören Åkeby
- 1999-2001  Janne Westerlund
- 2002-2003  Hans Eskilsson
- 2004-2005  Ulf Kvarnlöf
- 2006-2007  Stefan Regebro
- 2007  Neil McDonald
- 2008-2009  Kalle Björklund
- 2010  Lee Makel
- 2011-2018  Graham Potter
- 2018-2020  Ian Burchnall
- 2020-2021  Amir Azrafshan
- 2021  Per Joar Hansen
- 2022-2024  Magnus Powell
- 2024-oggi  Thomas Gabrielsson

## Palmarès

### Competizioni nazionali
- Coppa di Svezia: 1

2016-2017
- Division 1 Norra: 1

2012
- Division 2: 2

1999, 2011

## Statistiche e record

### Statistiche nelle competizioni UEFA
Tabella aggiornata alla fine della stagione 2018-2019.
| Competizione                  | Partecipazioni | G  | V | N | P | RF | RS |
| ----------------------------- | -------------- | -- | - | - | - | -- | -- |
| Coppa UEFA/UEFA Europa League | 1              | 14 | 8 | 3 | 3 | 19 | 13 |

## Organico

### Rosa
Aggiornata al 26 agosto 2020.
| N. |                           | Ruolo | Calciatore           |
| -- | ------------------------- | ----- | -------------------- |
| 1  | Guinea (bandiera)         | P     | Aly Keita (capitano) |
| 3  | Costa d'Avorio (bandiera) | D     | Kalpi Ouattara       |
| 5  | Iraq (bandiera)           | C     | Rewan Amin           |
| 7  | Stati Uniti (bandiera)    | C     | Nebiyou Perry        |
| 8  | Svezia (bandiera)         | A     | Isak Ssewankambo     |
| 9  | Inghilterra (bandiera)    | A     | Francis Jno-Baptiste |
| 10 | Palestina (bandiera)      | A     | Ahmed Awad           |
| 11 | Svezia (bandiera)         | C     | Henrik Bellman       |
| 13 | Svezia (bandiera)         | C     | Ludvig Fritzson      |
| 15 | Inghilterra (bandiera)    | C     | Alex Purver          |
| 16 | Svezia (bandiera)         | P     | Sixten Mohlin        |
| 18 | Inghilterra (bandiera)    | A     | Blair Turgott        |
| 19 | Norvegia (bandiera)       | D     | Eirik Haugan         |

| N. |                        | Ruolo | Calciatore          |
| -- | ---------------------- | ----- | ------------------- |
| 20 | Svezia (bandiera)      | C     | Felix Hörberg       |
| 21 | Svezia (bandiera)      | C     | Simon Kroon         |
| 22 | Inghilterra (bandiera) | C     | Charlie Colkett     |
| 23 | Ghana (bandiera)       | D     | Samuel Mensiro      |
| 24 | Uganda (bandiera)      | D     | Ronald Mukiibi      |
| 25 | Svezia (bandiera)      | C     | Nikolaos Dosis      |
| 26 | Spagna (bandiera)      | A     | Brian Martín Pagés  |
| 28 | Belgio (bandiera)      | D     | Marco Weymans       |
| 30 | Inghilterra (bandiera) | P     | Andrew Mills        |
| 77 | Svezia (bandiera)      | D     | Noah Sonko Sundberg |
| 80 | Ghana (bandiera)       | C     | Frank Arhin         |
| 88 | Inghilterra (bandiera) | A     | Jerell Sellars      |